# Morskie Plażowe Mistrzostwa Polski (2023)
Morskie Plażowe Mistrzostwa Polski – mistrzostwa Polski w surfcastingu, które odbyły się w dniach 12-13 października 2023 na plażach w okolicy Dziwnowa (Pomorze Zachodnie).

## Łowisko
Zawody rozegrano na płytkim łowisku z ciepłą wodą. Odbyły się dwie z trzech planowanych tur (silny wiatr uniemożliwił rozstawienie sprzętu przed turą trzecią). Łowiono leszcze, płocie, okonie, belony i flądry. W zawodach wzięło udział trzydziestu zawodników z dwuletniej listy Grand Prix. 

## Wyniki
Klasyfikacja indywidualna:
- 1. miejsce: Izabella Weimann – 4 punkty (Okręg PZW Poznań 2, jedyna startująca kobieta),
- 2. miejsce: Jerzy Bajer – 6 punktów (SKWM Pomuchel Lębork),
- 3. miejsce: Leszek Sobota – 6 punktów (SKWM Pomuchel Lębork 3)[1].

Klasyfikacja drużynowa:
- 1. miejsce: SKWM Pomuchel Lębork 3 (25 punktów),
- 2. miejsce: Okręg PZW Poznań 2 (26 punktów),
- 3. miejsce: Okręg PZW Poznań (27 punktów)[1].